# 183 Dywizja Piechoty (III Rzesza)
183 Dywizja Piechoty (niem. 183. Infanterie-Division) – niemiecka dywizja z czasów II wojny światowej, sformowana na mocy rozkazu z 28 listopada 1939, w 7. fali mobilizacyjnej na poligonie w Münsingen w XII. Okręgu Wojskowym. Latem 1944 r. jednostkę przeformowano i 15 września utworzono na jej bazie 183 Dywizję Grenadierów Ludowych (183 Volks-Grenadier-Division).
We wrześniu 1941, żołnierze dywizji brali udział w wymordowaniu około 2000 ludzi w Diemidowie.

## Struktura organizacyjna
- Struktura organizacyjna w  listopadzie 1939:

330. i 343. pułk piechoty, 219. dywizjon artylerii lekkiej. 
- Struktura organizacyjna w  styczniu 1940 roku:

330., 343. i 351. pułk piechoty, 219. pułk artylerii, 219. batalion pionierów, 219. oddział rozpoznawczy, 219. oddział przeciwpancerny, 219. oddział łączności, 219. polowy batalion zapasowy;
- Struktura organizacyjna w  kwietniu 1942:

330. i 351. pułk piechoty, 219. pułk artylerii, 219. batalion pionierów, 219. oddział rozpoznawczy, 219. oddział przeciwpancerny, 219. oddział łączności, 219. polowy batalion zapasowy;
- Struktura organizacyjna w  lipcu 1944:

311., 330. i 691. pułk grenadierów, 219. pułk artylerii, 219. batalion pionierów, 219. dywizyjny batalion fizylierów, 219. oddział przeciwpancerny, 219. oddział łączności, 219. polowy batalion zapasowy;

## Dowódcy
- Generalmajor (Generalleutnant) Benignus Dippol 1 XI 1939 – 4 X 1941;
- Generalleutnant Richard Stempel 4 X 1941 – 20 I 1942;
- Generalleutnant Augustus Dettling 20 I 1942 – 14 XI 1943;
- Generalleutnant Wolfgang Lange 15 IX 1944 – 1 V 1945;
- Generalmajor Heinrich Warrelmann 1 V 1945 – 8 V 1945;